# Радиотелескоп МГТУ имени Н. Э. Баумана
Радиотелескоп МГТУ им. Н. Э. Баумана (РТ 7.5) — радиотелескоп, состоящий из двух зеркальных антенн диаметром 7,75 м (сейчас работает только одна), установлен на Дмитровской радиоастрономической станции МГТУ им. Н.Э. Баумана, расположенной в Дмитровском районе Московской области РФ. Является одним из наиболее крупных полноповоротных радиотелескопов, работающих в коротковолновой части миллиметрового диапазона (λ = 1…4 мм). Рабочие длины волн установленных на телескопе приёмников 3,2 и 2,2 мм.

## История

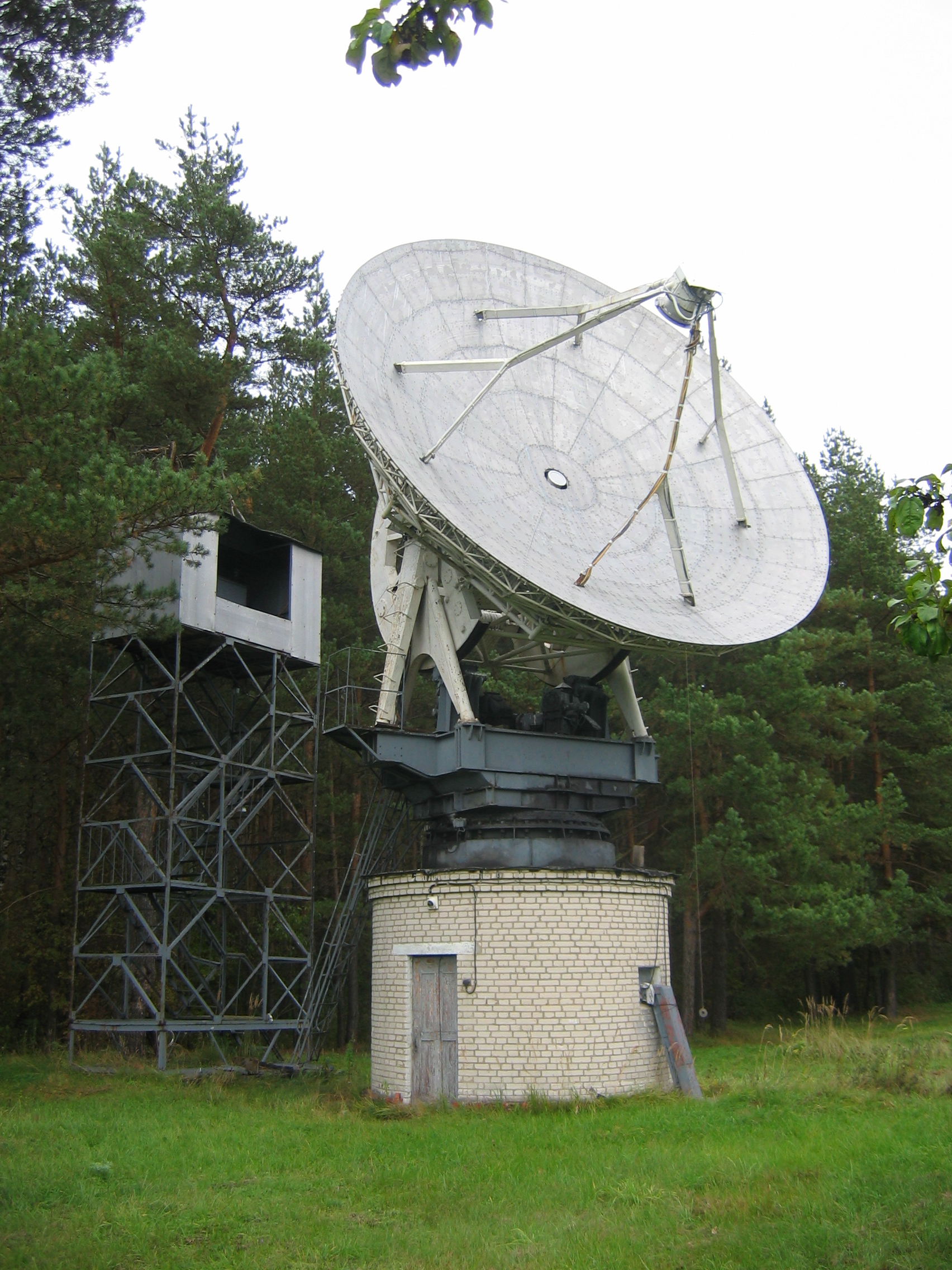
Восточная антенна радиотелескопа МГТУ им. Н. Э. Баумана

Решение о необходимости создания в МГТУ им. Н. Э. Баумана собственного радиотелескопа, являющегося базой для научных исследований в области радиоастрономии и радиофизики и проведения учебных занятий со студентами, сложилось на кафедре «Радиоэлектронные устройства» (П-9, ныне РЛ1) МГТУ в 1962—1963 годах. В Дмитровском районе Московской области была выбрана площадка для строительства радиотелескопа, удовлетворяющая необходимым требованиям: хороший обзор, удаленность от источников помех и пр. Для радиотелескопа был выбран перспективный и до сих пор мало освоенный миллиметровый диапазон длин волн. Проектом предусматривалось создание двух полноповоротных антенн РТ-7,5 с параболическими зеркалами диаметром 7,75 м и фокусным расстоянием 3,25 м, расположенных на расстоянии 250 метров одна от другой вдоль линии восток-запад, которые в перспективе могли бы использоваться в качестве элементов радиоинтерферометра. Научная эксплуатация начата в 1972 году. Строительство Восточной антенны, имеющей более точную отражающую поверхность, завершено в 1978 году.
Основной объём работ по созданию радиотелескопа РТ-7,5 МГТУ был выполнен кафедрой радиоэлектронных устройств РЛ1 МВТУ. Проектирование антенн радиотелескопа велось МВТУ в содружестве с Физическим институтом им. П. Н. Лебедева АН СССР (ФИАН). Основные работы по изготовлению металлоконструкций и узлов механического привода выполнены Экспериментально-опытным заводом МВТУ.
В 2006—2008 годах был проведен капитальный ремонт на площадке радиотелескопа, модернизированы системы привода Восточной и Западной антенн, произведена замена устаревших блоков приемной аппаратуры на современные аналоги, разработаны и дополнены программы наведения и обработки данных, введен удаленный доступ к аппаратуре радиотелескопа.

## Расположение
Радиотелескоп расположен на правом берегу канала им. Москвы, между городами Дмитров и Дубна.

## Устройство
Изначально в состав телескопа входили две идентичные антенны диаметром 7,75 м, размещённые на линии восток-запад, которые могли работать как независимо, так и в режиме интерферометра. Расстояние между антеннами составляет 250 метров, за счёт чего в режиме интерферометра получалась многолепестковая диаграмма направленности с шириной главного максимума порядка десятков секунд. В 2005 году действовала только восточная антенна.
Антенны радиотелескопа имеют азимутально-угломестную монтировку, масса поворотной части каждой из них — около 20 тонн. Наводятся с помощью синхронно-следящего электромеханического привода, скорость движения до 2—3° в секунду. СКО отражающей поверхности антенны меньше 0,1 мм. Система облучения двухзеркальная (в фокусе параболоида находится зеркало, которое отражает сигнал в рупорную антенну, расположенную на оси симметрии за параболоидом). Ширина диаграммы направленности отдельной антенны составляет 1,6 минуты на длине волны 2,2 мм и 2,4 минуты на длине волны 3,2 мм. Приёмники супергетеродинные, твердотельные, позволяют одновременно вести наблюдение на обеих рабочих длинах волн.

## Применение
Телескоп используется в научной и учебной практике. На телескопе выполняют лабораторные работы студенты МГТУ им. Н. Э. Баумана. Телескоп доступен для использования другими учёными и учебными заведениями (в том числе удалённо через сеть Интернет).